# Marconi Volley 1989-1990 (maschile)
Questa voce raccoglie le informazioni riguardanti la Marconi Volley nelle competizioni ufficiali della stagione 1989-1990.

## Stagione
Per la sua seconda annata in massima serie la Marconi confermò gran parte degli elementi del precedente campionato, risultando tuttavia a posteriori indebolita, come tasso tecnico ed esperienza, dalle cessioni degli stranieri Buck e Zajcev. Il solo arrivo del centrale e nazionale jugoslavo Žarko Petrović, destinato a divenire punto fermo del sestetto spoletino e idolo del tifo gialloverde per il quadriennio a venire, nell'immediato non bastò a evitare alla formazione di Carmelo Pittera la retrocessione in Serie A2, ufficializzata al termine della regular season di A1 con il dodicesimo posto finale, a soli due punti dalla Zinella Bologna prima tra le salve.
In Coppa Italia i gialloverdi, entrati in tabellone dagli ottavi di finale, ebbero tempo di eliminare il Porto Ravenna al termine di un vibrante doppio confronto, che vide gli umbri prevalere grazie al migliore quoziente punti, per poi uscire di scena ai quarti contro la più quotata Panini, detentrice del trofeo e futura finalista dell'edizione.

## Organigramma societario
Area direttiva
- Presidente: Alberto Corsetti
- Vicepresidente: Anna Rosati

Area organizzativa
- Segretario: Francesco Fontani

Area sportiva
- Direttore sportivo: Enrico Zaffini

Area comunicazione
- Addetto stampa e pubbliche relazioni: Giancarlo Ciontoli e Riccardo Pippi

Area tecnica
- Allenatore: Carmelo Pittera
- Allenatore in seconda: Drahomír Koudelka

Area sanitaria
- Medico sociale: dott. Bruno Stafisso
- Fisioterapista: Danjo Donev

## Rosa
| N° | Nome                 | Ruolo | Data di nascita  | Nazionalità sportiva |
| -- | -------------------- | ----- | ---------------- | -------------------- |
| 2  | Žarko Petrović       | C     | 27 ottobre 1964  | Jugoslavia           |
| 3  | Francesco Lavorato   | C     | 21 gennaio 1969  | Italia               |
| 4  | Enrico Berengan      | S     | 10 aprile 1965   | Italia               |
| 5  | Francesco Dall'Olio  | P     | 30 dicembre 1953 | Italia               |
| 6  | Esteban de Palma     | S     | 10 gennaio 1970  | Argentina            |
| 7  | Maurizio Castellano  | U     | 17 febbraio 1971 | Italia               |
| 8  | Gianni Mascagna      | S     | 8 aprile 1967    | Italia               |
| 9  | Paolo Malvestiti     | C     | 10 luglio 1964   | Italia               |
| 10 | Damiano Pippi        | S     | 23 agosto 1971   | Italia               |
| 11 | Giuseppe Selvaggi    | P     | 21 luglio 1964   | Italia               |
| 15 | Domingos Lampariello | S     | 7 marzo 1961     | Brasile              |
|    | Massimo Costantino   | S     |                  | Italia               |